# Valle de los Géiseres
El valle de los Géiseres es un área que comprende parte del Área de conservación regional Vilacota Maure, ubicado en la provincia de Candarave, al noreste del departamento de Tacna, en Perú.

## Descripción
El valle se encuentra a una altitud de 4300 m s. n. m. en la cuenca del río Calientes, en los andes peruanos, en su campo geotérmico y volcánico donde se encuentran 85 géiseres, fumarolas y volcanes de lodo.
El número exacto de géiseres son de 85 fuentes termales. El valle es presentado al público como sitio turístico por el Estado peruano.